# USS Barry (DDG-52)
USS Barry (DDG-52) — эсминец УРО типа «Арли Бёрк»; принят в состав флота в 1992 г. Построен на верфи Ingalls Shipbuilding в Паскагуле, приписан к морской станции Норфолк, Виргиния.
Эсминец «Barry» назван в честь американского коммодора Джона Бэрри (1745—1803), человека, которого называют отцом американского флота.

## Боевая служба
В ноябре 1993 года командир корабля получил приказ, требовавший чтобы эсминец «Барри» вышел в море и направился к Гаити для принятия участия в операции в поддержку демократии и контроля за соблюдением наложенного на Гаити эмбарго.
20 мая 1994 года, покинув Норфолк, эсминец вышел на боевую службу в Средиземное море. 7 октября 1994 года, в ответ на сосредоточение Ираком войск на границе с Кувейтом, корабль получил приказ направиться в зону Персидского залива в составе авианосной ударной группы. 17 ноября 1994 года он возвратился в Норфолк.
В октябре 2004 года «Барри» находился в Персидском заливе, участвуя в операциях «Свобода Ираку» и «Несокрушимая свобода» (вместе с авианосцем «Гарри Трумэн»). Позднее эсминец принимал участие в операции в зоне Африканского Рога. В базу корабль возвратился в марте 2005 года.
В мае 2006 года эсминец нёс боевую службу в водах Западной Африки и на Средиземном море, нанёс визит в Нигерию и посетил Ливан, вернувшись в Норфолк из похода в ноябре 2006 года.
В апреле и мае 2008 года эсминец участвовал в учениях НАТО Joint Warrior 08-01 в Северной Атлантике. В учении принимали участие корабли восьми государств. В августе «Барри» участвовал в развёртывании в рамках постоянной военно-морской группы НАТО № 2 (SNMG2).
В 2011 году эсминец принимал активное участие в операции «Odyssey Dawn» западных стран в Ливии.
Эсминец неоднократно поощряли различными наградами.

## Известные командиры
- До 21 октября 1993 — капитан Гэри Ругхеад;
- С 21 октября 1993 года — коммандер Джеймс Дж Ставридис;
- На 7 января 2010 — коммандер Адольфо Х. Ибарра.